# C3orf80
C3orf80 (англ. Chromosome 3 open reading frame 80) – білок, який кодується однойменним геном, розташованим у людей на 3-й хромосомі. Довжина поліпептидного ланцюга білка становить 247 амінокислот, а молекулярна маса — 25 682.
| 10         |  | 20         |  | 30         |  | 40         |  | 50         |
| ---------- |  | ---------- |  | ---------- |  | ---------- |  | ---------- |
| MWGPGVTAEG |  | LSVAPAPPPL |  | LPLLLLLALA |  | LVAPSRGGGG |  | CAELACGERE |
| RCCDATNATA |  | VRCCKLPLHA |  | FLDNVGWFVR |  | KLSGLLILLV |  | LFAIGYFLQR |
| IICPSPRRYP |  | RGQARPGQRP |  | GPPGGAGPLG |  | GAGPPDDDDD |  | SPALLRDEAA |
| AGSQDSLLDS |  | GGGGRGRGGG |  | GRSDPSCASE |  | HEMRVVSPVF |  | LQLPSYEEVK |
| YLPTYEESMR |  | LQQLSPGEVV |  | LPVSVLGRPR |  | GGVAAEPDGG |  | EGRYPLI    |

A: Аланін

C: Цистеїн

D: Аспарагінова кислота

E: Глутамінова кислота

F: Фенілаланін

G: Гліцин

H: Гістидин

I: Ізолейцин

K: Лізин

L: Лейцин

M: Метіонін

N: Аспарагін

P: Пролін

Q: Глутамін

R: Аргінін

S: Серин

T: Треонін

V: Валін

W: Триптофан

Локалізований у мембрані.